# Университет штата Луизиана
Университет штата Луизиана (англ. Louisiana State University) — государственный исследовательский университет в городе Батон-Руж, штат Луизиана, США. Главный вуз системы университетов штата Луизиана. Основан в 1853 году близ Пайнвилла, как Военная академия и образовательная семинария штата Луизиана. Нынешний кампус университета был построен в 1926 году. Он расположен на берегу реки Миссисипи и состоит из более чем 250 зданий в стиле итальянского Возрождения. В состав университета входит 14 школ и колледжей. Колледжи бизнеса и права считаются одними из наиболее престижных в США.

## Известные выпускники
- Хьюберт Хамфри (1911—1978) — 38-й вице-президент США.
- Джоан Вудворд (род. 1930) — американская актриса, обладательница премии «Оскар».
- Кэмпбелл Браун (род. 1968) — журналистка и телеведущая.
- Шакил О’Нил (род. 1972) — баскетболист.
- Пруитт Тейлор Винс (род. 1960) — актёр.